# Леукон (митологија)
Леукон је у грчкој митологији било име више личности.

## Етимологија
Име Леукон има значење „бели“.

## Митологија
- Леукон (лат. Leucon) је према Аполодору, Нону и Паусанији, био син Атаманта и Темисте и отац Евипе и Еритра. Леукон је умро од болести.[2]
- Према Хигину и Овидијевим „Метаморфозама“, био је један од Актеонових паса.[3]
- Према Плутарху, један од седморице Архагета, којима су Платејани по савету пророчишта пре почетка битке понудили жртву.[4]
- Леукон (лат. Leucones) је, према Аполодору, био Хераклов и Аесхреидин син, једне од Теспијевих кћерки.[2]